# Tura (Egipto)

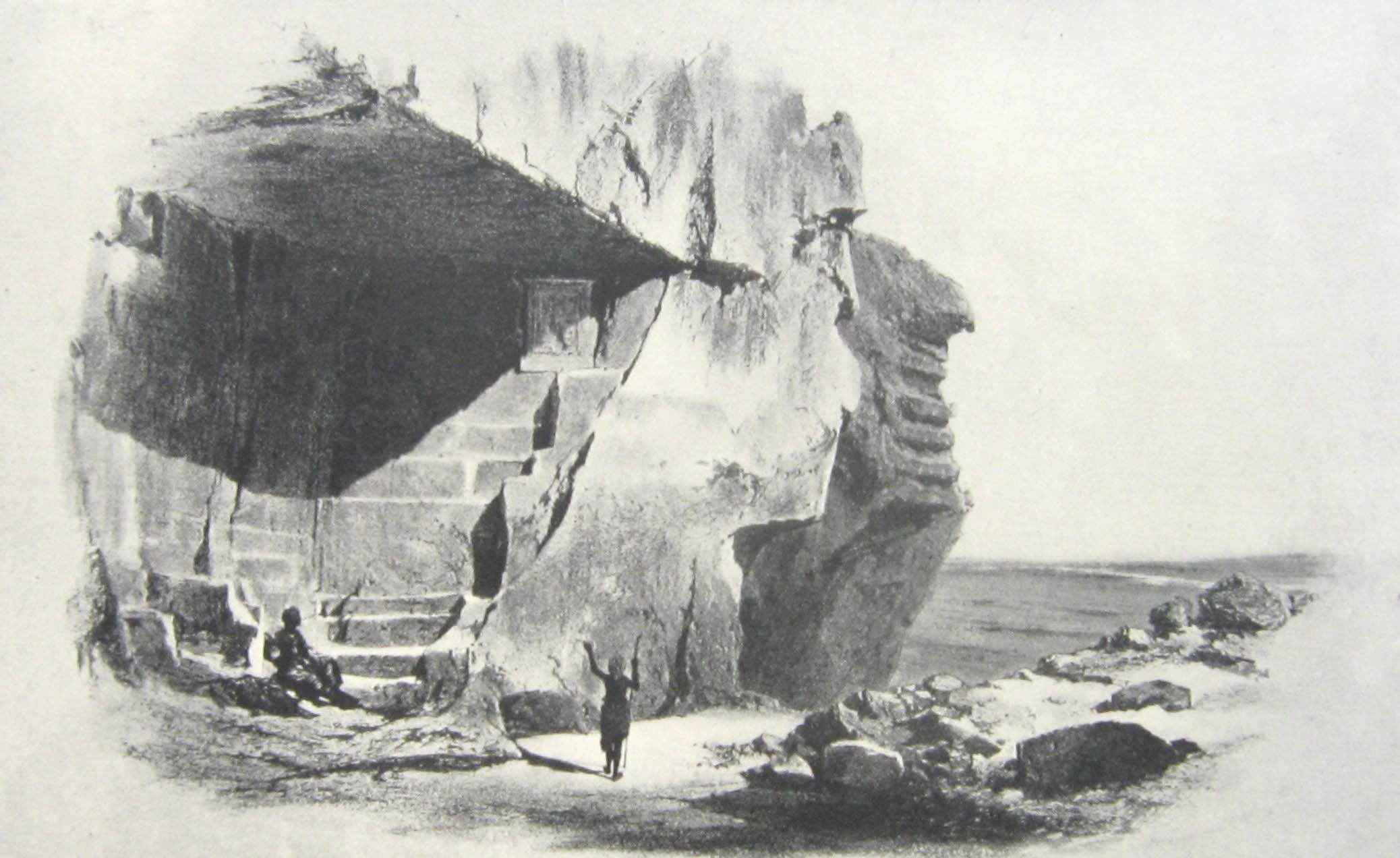
Cantera de Tura.

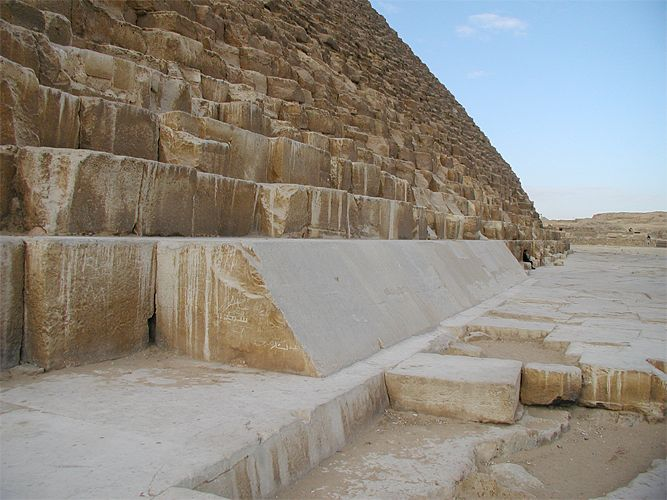
Bloques calizos del revestimiento de la Gran Pirámide, procedentes de Tura.

Tura es el nombre de una pequeña localidad situada cerca de Menfis, en Egipto, célebre por sus canteras de fina piedra caliza blanca.
En el Antiguo Egipto, durante el Imperio Antiguo y el Imperio Medio la piedra caliza más empleada en la arquitectura monumental, por su belleza y calidad, era la extraída en Tura.
Imperio Antiguo
El revestimiento de la Gran Pirámide de Guiza, la más emblemática de las pirámides de Egipto, fue conformado con grandes bloques de piedra caliza, esmeradamente cortados y pulidos, procedentes de las canteras de Tura. También la pirámide de Kefrén y la de Micerino, tuvieron su revestimiento de piedra caliza de las citadas canteras, al menos parcialmente. 
Previamente, el faraón Seneferu había utilizado caliza de Tura en el revestimiento de su pirámide Roja en Dahshur.
Imperio Medio
En la dinastía XII, los faraones Amenemhat I, Amenemhat II y Amenemhat III, utilizaron caliza de Tura en el revestimiento de sus pirámides, en El Lisht y en Dahshur.
Imperio Nuevo
Durante la dinastía XVIII y la dinastía XIX, se empleó la piedra caliza de Tura en los templos de Seti I y de Ramsés II, erigidos en Abidos.
A partir de ese período, fue menos frecuente el empleo de piedra caliza, y las areniscas fueron tomando su lugar progresivamente, como se puede observar en los templos de Karnak, Medinet Habu y el Ramesseum, materiales más habituales en las proximidades de Tebas, la nueva capital del Antiguo Egipto.